# Liga Nacional de Básquet 1985
La Liga Nacional de Básquet 1985 fue la primera edición profesional de la Liga Nacional de Básquet de Argentina, fue la primera en incluir 16 equipos y los respectivos ascenso y descensos de la Liga B, el campeón de esta primera edición fue el Club Ferro Carril Oeste.
La liga comenzó el 26 de abril de 1985 en tres estadios en simultáneo. En Bahía Blanca jugaron en cancha de Independiente, Pacífico y Atenas; en el Estadio Obras Sanitarias San Lorenzo de Buenos Aires y Argentino de Firmat y en Córdoba, Instituto recibió a Sport Club de Cañada de Gómez. Entre el 24 de junio y el 9 de agosto la temporada fue suspendida por la disputa del Campeonato Sudamericano.

## Posiciones finales
|      |                                   | Partidos | Ganados | Perdidos | Puntos |
| ---- | --------------------------------- | -------- | ------- | -------- | ------ |
| 1.°  | Ferro Carril Oeste (Buenos Aires) | 37       | 25      | 12       | 62     |
| 2.°  | Atenas                            | 36       | 24      | 12       | 60     |
| 3.°  | River Plate                       | 33       | 19      | 14       | 52     |
| 4.°  | Estudiantes (Bahía Blanca)        | 34       | 19      | 15       | 53     |
| 5.°  | San Andrés (Malaver)              | 34       | 17      | 17       | 52     |
| 6.°  | Unión de Santa Fe                 | 34       | 19      | 15       | 51     |
| 7.°  | Olimpo de Bahía Blanca            | 34       | 18      | 16       | 52     |
| 8.°  | Sport Club Cañadense              | 34       | 16      | 18       | 50     |
| 9.°  | Almagro de Esperanza              | 29       | 15      | 14       | 44     |
| 10.° | Pacífico                          | 29       | 15      | 14       | 44     |
| 11.° | Argentino de Firmat               | 29       | 16      | 13       | 45     |
| 12.° | Instituto                         | 29       | 9       | 20       | 38     |
| 13.° | Asociación Española (Córdoba)     | 30       | 15      | 15       | 45     |
| 14.° | San Lorenzo (Buenos Aires)        | 28       | 8       | 20       | 36     |
| 15.° | Club Morón                        | 28       | 10      | 18       | 38     |
| 16.° | Independiente (Tucumán)           | 14       | 1       | 13       | 15     |

|  |                                            |
|  | Finalistas de la Liga Nacional de Básquet. |
|  | Descendieron a la "Liga B".                |

1. 1 2  El 1 de septiembre de 1985, Unión de Santa Fe venció a San Andrés de Malaver 106 a 85, pero después perdió los puntos y le fueron otorgados a San Andrés por mala inclusión de sus extranjeros.
2. ↑  Se retiró de la competencia a partir de la segunda fase.

## Serie final
La serie final de la primera edición de la Liga Nacional de Básquet fue la que se dio entre el Club Ferro Carril Oeste de Buenos Aires y la Asociación Deportiva Atenas, encuentro que inicio el 13 de diciembre y culminó el 22 del mismo de 1985 en el estadio de Ferro, quien poseía la ventaja de localía.
| 13 de diciembre | Atenas | 73–72 | Ferro (BA) | Córdoba                                    |  |  |
|                 |        |       |            |                                            |  |  |
|                 |        |       |            | Pabellón: Estadio Sagrado Corazón de María |  |  |
| Serie: 1-0      |        |       |            |                                            |  |  |
|                 |        |       |            |                                            |  |  |

| 20 de diciembre | Ferro (BA) | 77–71 | Atenas | Buenos Aires                     |  |  |
|                 |            |       |        |                                  |  |  |
|                 |            |       |        | Pabellón: Estadio Héctor Etchart |  |  |
| Serie: 1-1      |            |       |        |                                  |  |  |
|                 |            |       |        |                                  |  |  |

| 22 de diciembre | Ferro (BA) | 95–86 | Atenas | Buenos Aires                     |  |  |
|                 |            |       |        |                                  |  |  |
|                 |            |       |        | Pabellón: Estadio Héctor Etchart |  |  |
| Serie: 2-1      |            |       |        |                                  |  |  |
|                 |            |       |        |                                  |  |  |

Ferro Carril Oeste (Buenos Aires)

Campeón

Primer título

## Equipo campeón
Referencia: Básquet Plus.
- Miguel Cortijo
- Diego Maggi
- Alonzo McFarland
- Brent Tillman
- Sebastián Uranga
- Gabriel Darrás
- Javier Maretto
- Orlando Tourn
- Hugo Belli
- Fernando Borcel
- Gerardo Riccardi
- Glenn Mosley
- Ronald Charles
- Eduardo Cáceres
- Juan Bochensky

Entrenador: Luis Martínez.